# Салтаны
Салтаны (якут. Салтааны) — село в Нюрбинском районе Республики Саха (Якутия) России. Входит в состав Чаппандинского наслега. Население — 5 чел. (2021), большинство — якуты .

## География
Село находится в западной части Якутии, в пределах восточной части Верхневилюйского плато, у озёр Дол, Долбони.
Географическое положение
Расстояние до улусного центра — города Нюрба — 33 км, до центра наслега — села Чаппанда — 9 км..
Климат
Климат характеризуется как резко континентальный, с продолжительной морозной зимой и жарким летом. Абсолютный минимум температуры воздуха самого холодного месяца (января) составляет −61 °C; абсолютный максимум самого тёплого месяца (июля) — 40 °C. Среднегодовое количество атмосферных осадков составляет 260—280 мм. Снежный покров держится в течение 210—225 дней в году.

## История
Согласно Закону Республики Саха (Якутия) от 30 ноября 2004 года N 173-З N 353-III село вошло в образованное муниципальное образование Чаппандинский наслег.

## Население
| 2002 | 2010 | 2021 |
| ---- | ---- | ---- |
| 15   | ↘7   | ↘5   |

Гендерный состав
По данным Всероссийской переписи населения 2010 года в гендерной структуре населения из 7 человек мужчин было 5 (71,4 %), женщины — 2 (28,6 %).
Национальный состав
Согласно результатам переписи 2002 года, в национальной структуре населения якуты составляли 93 % из 15 чел.

## Инфраструктура
Животноводство. МТФ Синнигес, Хампо.

## Транспорт
Просёлочная дорога.